# Динамо Київ (журнал)
«Динамо» (Київ) — офіційний клубний журнал ФК «Динамо» (Київ). Виходить щодва місяці з червня 2001 року. Україномовний із січня 2009 року; до того виходив російською мовою. Наклад: 20 000 примірників.
17 лютого 2020 року вийшов випуск журналу №107, після чого видання було закрито.